# حسین‌آباد (فلاورجان)
روستای حسین‌آباد  از توابع دهستان ابریشم بخش مرکزی شهرستان فلاورجان استان اصفهان است.

## جمعیت
طبق سرشماری رسمی سال 1385 جمعیت آن ۱۸۹۲نفر می باشد.